# 월러스 로니
월러스 로니(Wallace Roney, 1960년 5월 25일 ~ 2020년 3월 31일)는 미국의 재즈 트럼펫 연주자이다.
1985년부터 마일스 데이비스가 사망한 1991년까지 데이비스를 사사했다.
2020년 3월 31일 코로나19에 의한 합병증으로 사망했다.